# Deta
Deta (del húngaro: Detta) es una ciudad con estatus de oraș de Rumania en el distrito de Timiș.

## Geografía
Se encuentra a una altitud de 92 m s. n. m. a 44 km de Timisoara a 121 km de Belgrad y a 555 km de la capital, Bucarest.

## Demografía
Según estimación 2012 contaba con una población de 6 885 habitantes.
| 1948 | 1956 | 1966 | 1977  | 1992  | 2002  | 2012  |
| s/d  | s/d  | s/d  | 6 937 | 7 121 | 6 423 | 6 885 |